# Transformers: Prime
Transformers: Prime (auch Transformers: Prime – The Animated Series) ist eine US-amerikanische CGI-Serie, welche auf der Spielzeugreihe der Transformers basiert. Die Serie wird von den Hasbro Studios produziert, während die CGI-Animation im japanischen Studio Polygon Pictures erstellt wird.
2015 erschien die Fortsetzung Transformers: Robots in Disguise.

## Produktion

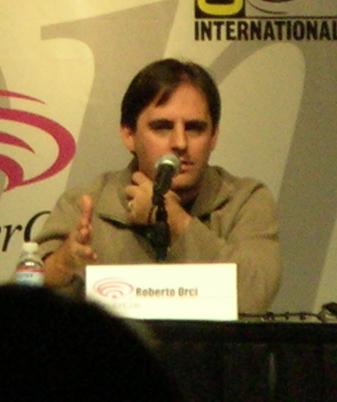
Roberto Orci, Autor der Serie

Die Serie stammt aus der Feder der beiden Drehbuchautoren Roberto Orci und Alex Kurtzman, welche bereits an den ersten beiden „Live Action Transformers“-Filmen mitgewirkt hatten, sowie Jeff Kline und Duane Capizzi. Dem Team wurde die „Binder of Revelation“, eine 400-seitige Produktionsbibel, an der Hasbro seit den Kinofilmen gearbeitet hat, zur Verfügung gestellt. Diese Bibel kombiniert die beliebtesten Transformers-Kontinuitäten, um eine komplett neue Serie zu produzieren. Das Autorenteam Nicole Dubuc, Marsha Griffin, Joseph Kuhr und Steven Melching arbeitete unter Capizzi, um der Serie ein sehr cineastisches, spannendes und gefährliches Gefühl zu geben, da die heutige Jugend durch die Medien wesentlich abgestumpfter ist als zuvor.

## Handlung

### Miniserie
Es ist schon eine lange Zeit her, seitdem die Decepticons die Erde das letzte Mal angegriffen haben, doch in einem sicheren Moment kehren Megatron und seine Decepticons aus den Tiefen des Weltalls zurück und planen mithilfe des dunklen Energon bereits gefallene cybertronische Krieger wieder zum Leben zu erwecken und die Erde anzugreifen. Doch auf seinem Weg zur Erde wird Megatron von Optimus Prime abgefangen und von diesem in einem Kampf bis zum Tode geschlagen. Dabei zerstört Optimus die einzige Weltraumbrücke zur Erde, wodurch nur eine kleine Gruppe von Autobots auf der Erde die Menschen vor den im dunklen lauernden Decepticons beschützen können.
Zur selben Zeit befreunden sich die Autobots Arcee, Bulkhead und Bumblebee mit drei Menschenkindern namens Jack, Miko und Raf und sorgen in der Autobot Basis für Chaos.

### Staffel 1
Nach Megatrons Tod hat Starscream die Führerschaft der Decepticons übernommen und plant mithilfe des übrig gebliebenen Energon seine eigene Armee von Untoten zu erschaffen. Nach etlichen Gefechten zwischen den Fraktionen kehrt Megatron zurück und bestraft Starscream für seinen Versuch, die Decepticons an seiner Stelle zu führen. Zu den Decepticons stoßen währenddessen immer mehr Verbündete, wie die Wissenschaftlerin Airachnid, der Doktor Knock Out und der Krieger Breakdown, welche es den Autobots umso schwerer machen, die menschliche Rasse zu beschützen. Aber auch unter den Menschen tritt eine Armee mit dem Namen MECH in Erscheinung und versucht unter der Leitung des Terroristen Silas die gefährlichsten Waffen der Erde zu stehlen, darunter auch die Autobots und Decepticons.
Im Finale der Staffel stehen sich Optimus Prime und Megatron erneut gegenüber, doch während ihres Kampfes tritt eine neue, längst totgeglaubte Macht in Erscheinung: Unicron, der Zerstörer, welcher von den 13 ersten Transformern in die unendlichen Weiten des Weltraums geworfen wurde, um auf ewig in der Leere des Raums zu schweben. Wie sich herausstellt, ist Unicron der Kern der Erde und die einzige Möglichkeit sein Erwachen aufzuhalten, welches die Erde zerstören würde, ist es die Autobot Matrix der Führerschaft gegen seinen Spark, dem Lebenfunken jedes Transformers, einzusetzen. Mithilfe von Megatron gelingt Optimus dies, doch Optimus verliert dabei sein Gedächtnis und glaubt, er wäre der junge Archivar Orion Pax, welcher einst Seite an Seite mit Megatron auf Cybertron gekämpft hatte. Megatron nutzt seine Chance und kann Optimus davon überzeugen, dass die Autobots ihre eingeschworenen Feinde sind.

Die Staffel kommt zu einem Ende als Optimus, nun Orion Pax, zusammen mit Megatron die Nemesis, das Kriegsschiff der Decepticons, betritt und den Truppen als verlorener Verbündeter vorgestellt wird.

### Staffel 2
Orion Pax ist nun Teil der Decepticon Armee und arbeitet für Megatron an einer Entschlüsselung von alten cybertronischen Aufzeichnung, welche die Positionen zu versteckten Waffen und Energon-Lagern preisgeben. Zur selben Zeit bereiten sich die Autobots auf die Reise nach Cybertron vor, damit Jack mithilfe eines Schlüssels den Super-Computer Vector Sigma aktivieren kann. Dieser soll Orions Erinnerungen an sein Leben als Optimus Prime wiederherstellen...

Im Verlauf der Staffel gewinnt Optimus seine Erinnerung zurück und muss sich und die Autobots durch eine wesentlich größere Bedrohung durch MECH, welche die Technologie entwickelt haben, eigene Transformer zu erschaffen, und die Decepticons, die alte Waffen von Cybertron für ihre Zwecke benutzen, schützen. Im Finale schafft Megatron es, das Omega-Schloss zu aktivieren, das Cybertron revitalisieren soll. Doch anstelle es dafür zu benutzen, seinen Heimatplaneten zu retten, missbraucht er es um die Erde in ein neues Cybertron zu verwandeln. Die Autobots sehen sich gezwungen, das Omega-Schloss zu zerstören, um Megatrons Wahnsinn Einhalt zu gebieten, doch selbst nach diesem kleinen Sieg greifen die Decepticons die Autobot-Basis an und scheinen sogar Optimus Prime getötet zu haben...

### Staffel 3: Beast Hunters
Während sich die übriggebliebenen Autobots wieder auf der Erde sammeln, taucht der vermisste Shockwave, ein Wissenschaftler der Decepticons, wieder auf und präsentiert mit dem Predacon Predaking Megatron die optimale Lösung die Autobots auf der Erde zu jagen und endgültig zu vernichten. Zur selben Zeit konnte der Autobot-Scout Smokescreen den schwerbeschädigten Optimus Prime vor den Decepticons retten und muss nun die Entscheidung treffen, ob er mithilfe des Schmiedehammers von Solus Prime, einem alten Artefakt von Cybertron, das Omega-Schloss wiederaufbauen oder ob er Optimus neue Kräfte im Kampf gegen die Decepticons verleihen soll...

## Figuren

### Autobots
Optimus Prime
Vor dem großen Krieg um Cybertron war Optimus als Orion Pax bekannt und war einer der Bibliothekare von Iacon. Er und Megatron waren enge Verbündete, sodass Optimus ihn oft als seinen Bruder bezeichnete. Megatrons Ideale wurden allerdings durch den  Krieg verdorben, sodass er und Optimus bittere Feinde wurden. Durch den Krieg wurde Cybertron unbewohnbar und Optimus entschloss sich mit einer Gruppe von Autobots auf der Erde abzusetzen, um dort nach Energon zu suchen, damit sie Cybertron revitalisieren können. Auf der Erde trat er in Kontakt mit den Autoritäten des Planeten, die ihm erlaubten sich auf der Erde niederzulassen und nach Energon zu suchen. Jetzt ist er der Anführer der gerechtigkeitsliebenden Autobots.
Arcee
Auf Cybertron war sie in einem Team mit dem Autobot Tailgate, bevor beide von Airachnid gefangen worden sind. Tailgate wurde im Zuge des Verhörs durch die Decepticons getötet, da Arcee nicht die gewünschten Informationen verraten wollte, um die Autobots zu vernichten. Kurz bevor auch sie ausgeschaltet werden sollte, wurde sie von Bumblebee und Cliffjumper gerettet.
Auf der Erde arbeitete sie oft mit Cliffjumper zusammen, bis auch dieser von den Decepticons hingerichtet wurde, woraufhin sie Rache an dem Decepticon schwor, welcher für Cliffjumpers Tod verantwortlich war.
Bulkhead
Bevor er auf der Erde zu einem Krieger wurde, war er auf Cybertron als Bauarbeiter tätig, da er unter den Autobots als ungebildeter und tollpatschiger Transformer bekannt war. Durch Zufall schaffte er es aber einer der Autobot Wreckers zu werden, wodurch er sich mit Wheeljack, ebenfalls einer der Wrecker, anfreundete. Er verließ die Gruppe aber um mit Optimus auf die Erde zu fliegen.
Bumblebee
Er ist der einzige Autobot, der keine üblichen Sprachrezeptoren besitzt und sich somit nur durch verzerrte Geräusche verständigen kann, wodurch ihn nur andere Autobots verstehen können. Raf, eines der Menschenkinder, scheint ihn aber auch so zu verstehen. Er scheint auch einer der wenigen Autobots zu sein, der die Menschen in ihren Verhaltensweisen versteht.
Cliffjumper
Er war trotz seiner Größe ein großer Autobot Krieger und hat einigen Autobots während des großen Krieges auf Cybertron aus der Patsche geholfen. Darunter war auch Arcee, mit welcher er sich sehr gut verstand. Auf der Erde wurde er oft ausgesandt nach Energon zu suchen und wurde dabei von den Decepticons gefangen genommen. Aufgrund einer Bemerkung gegenüber Starscream wurde er von diesem getötet und später wurde sein toter Körper von Megatron im Zuge eines Experimentes mit dem dunklen Energon wieder zum Leben erweckt. Als cybertronischer Zombie griff er Megatron an, wurde aber von ihm endgültig zerstört.
Ratchet
Während des großen Krieges kämpfte er oft Seite an Seite mit Optimus gegen Horden von Decepticons und war auch einer der ersten Autobots, welche Optimus auf die Erde begleiten sollten. Dort übernahm er die Position des Arztes des Teams und verbleibt deswegen oft im Stützpunkt der Autobots.
Tailgate
Er war ein Mitglied des Delta-Teams auf Cybertron und wurde während des Versuchs einen Scharfschützen auszuschalten selbst von den Decepticons gefangen genommen. Während des Verhörs wurde er hingerichtet, da Arcee nicht die gewünschten Informationen den Decepticons erzählen wollte.
Wheeljack
Wie schon Bulkhead war er ursprünglich im Wrecker-Team der Autobots, bis der Planet unbewohnbar wurde. Daraufhin beschloss er alleine den Weltraum zu durchreisen, bis er eines Tages auf der Erde landete. Dort wurde er von den Decepticons gefangen genommen, bis es ihm durch die Hilfe der Autobots gelang zu entkommen. Er wollte auf der Erde Bulkhead darum bitten, ihn auf seiner Reise durch das Weltall zu begleiten, doch Bulkhead lehnte ab, weil er sah, wie traurig Miko das machen würde, woraufhin Wheeljack auch auf der Erde blieb.
Smokescreen
Er war einst ein Schüler von Alpha Trion, einem der 13 ersten Primes, bevor er von diesem im letzten Krieg um Cybertron in einer Raumkapsel zur Erde geschickt wurde, um Optimus Prime in seinem Kampf gegen die Decepticons zu unterstützen.
Ultra Magnus
Ultra Magnus ist der erste Kommandant der Autobots, Anführer der Wreckers und ehemaliger Anführer der Elite-Garde. Wie alle Autobots war Ultra Magnus vor Cybertron geflohen, als er jahrelang auf der Suche nach anderen war und schließlich auf der Erde auftauchte und Megatrons Invasion auslöste und die Autobots wieder vereinte und das Kommando in Optimus Abwesenheit übernahm. Nachdem Optimus zurückgekehrt war, gab Magnus die Führung an Optimus ab, aber er blieb sein zweiter Stellvertreter. Obwohl Magnus Schwierigkeiten hatte, sich an ihre familiären Wege zu gewöhnen, besonders an Wheeljack, lernte er zu lockern und wurde ein eher compassionäres Mitglied des Teams.

### Decepticons
Megatron
Einst als Megatronus bekannt, kämpfte er als Gladiator auf Cybertron. Er wollte Cybertron ändern, um dem Planeten wieder den einstigen Wohlstand zurückzugeben. So kam er in Kontakt mit Orion Pax, welcher seine Ansichten teilte. Als er begann, sich in die Politik von Cybertron aktiv einzumischen, benannte Megatronus sich in Megatron um und trat vor den Rat von Cybertron, um ihn zum nächsten Prime zu ernennen. Da Megatron aber Cybertron durch Tyrannei und Diktatur zu seinem Wohlstand zurückführen wollte, entschied man sich gegen seine Ernennung und vergab den Titel stattdessen an den jungen Orion Pax, welcher fortan Optimus Prime genannt wurde. Daraufhin gründete Megatron eine eigene Partei auf Cybertron mit dem Namen Decepticons und griff den hohen Rat an, was schlussendlich den großen Krieg um Cybertron auslöste. Als er bemerkte, dass der Krieg nicht gewonnen werden konnte, verschwand er in der Dunkelheit des Weltraums auf der Suche nach dem sagenhaften dunklen Energon. Jahre später tauchte Megatron wieder auf und begann mithilfe des gefundenen dunklen Energon tote Decepticon und Autobot-Krieger wieder zum Leben zu erwecken, um die Erde zu erobern. Um selbst stärker zu werden, rammte er sich selbst ebenfalls ein Stück dunkles Energon in die Brust, woraufhin er die Kontrolle über die cybertronischen Zombies erhielt. In einem Kampf zwischen ihm und Optimus wurde er allerdings tödlich verwundet, woraufhin sein Körper in den Weiten des Weltalls in Stasis verfiel. Dort wurde er von Starscream wiedergefunden und zurück zur Erde auf das Decepticon-Raumschiff Nemesis gebracht, wo sich Knock Out um seine Genesung kümmerte, bis er wieder erwachen sollte.
Airachnid
Auf Cybertron war sie für die Decepticon Verhöre zuständig, wodurch sie auch auf Arcee und Tailgate traf. Um geheime Autobot Informationen von Arcee zu bekommen, ließ sie Tailgate hinrichten, doch Arcee wusste nichts, was von Bedeutung war. Nach dem großen Krieg löste sie sich von den Decepticons ab und begann, im Universum Proben aller Lebensformen zu nehmen, um diese zu erforschen. Dabei löschte sie auch verschiedene Spezies aus und behielt immer einen letzten Überlebenden für Tests. Im Zuge dessen landete ihr Raumschiff auf der Erde, wo sie sich nach einem Kampf mit Arcee wieder den Decepticons anschloss.
Breakdown
Er war einer der Decepticons, die von Starscream auf die Erde zur Nemesis beordert wurden, um nach Energon zu suchen. Er und Bulkhead kennen sich noch von den Zeiten des großen Krieges auf Cybertron und waren schon damals erbitterte Feinde.
Knock Out
Zusammen mit Breakdown wurde er auf die Erde gerufen, doch anstelle nach Energon zu suchen, wurde ihm die Aufgabe zuteil, den in Stasis liegenden Megatron zu reparieren und wieder aufzuwecken. Nach dessen Erwachen übernahm er die Funktion des Arztes an Bord der Nemesis, wird aber auch oft zusammen mit Breakdown in den Kampf gegen die Autobots geschickt.
Makeshift
Makeshift kann sein Äußeres und Stimme so verändern, dass er jedem anderen Transformer wie aus dem Gesicht geschnitten ähnelt. Nachdem die Decepticons Wheeljack gefangen genommen hatten, übernahm er dessen Platz und konnte so die Autobots infiltrieren. Als er versuchte, die Decepticons mithilfe der Erdbrücke in die Autobot-Basis eindringen zu lassen, wurde er von den Autobots angegriffen und im Verlauf einer Explosion komplett zerstört.
Skyquake
Auf Cyberton wurde Skyquake von Megatron angeheuert, Optimus zu töten, was ihm allerdings misslang. Starscream wollte das Skyquake auf der Erde den Truppen demonstrierte, wie sich ein loyaler Krieger verhalten würde, doch Skyquake weigerte sich seine Loyalität zu Starscream zu demonstrieren, da er nur gegenüber Megatron ewig loyal sein würde. Daraufhin begann er auf der Erde die Autobots zu jagen und anzugreifen. Er wurde von Bumblebee schlussendlich überwältigt und ging nach einer Bruchlandung offline. Einige Zeit später versuchte Starscream ihn mithilfe eines Splitters des dunklen Energon wieder zum Leben zu erwecken, wurde aber daraufhin von Zombie Skyquake angegriffen und verlor dabei einen Arm. Durch einen Erdbrücken-Zwischenfall wurde er daraufhin in die Schattenzone der Erde, eine Art alternative Dimension, geworfen, wo er nun ohne Ziel umherwandelt.
Soundwave
Als Kommunikationsoffizier der Decepticons überwacht er so gut wie alle Funkwellen der Erde. Er gehört zu den loyalsten Kriegern Megatrons folgt nur widerwillig Starscreams Anweisungen während Megatrons Abwesenheit. Er selbst redet nie, sondern verständigt sich durch aufgenommene Funksprüche oder Konversationen anderer Decepticons.
Starscream
Bevor sich Starscream Megatron anschloss, war er der Anführer der Energon-Sucher auf Cybertron, doch als es auf dem Planeten kein Energon mehr zu finden gab, wurde er Teil der Decepticon-Armee und wurde von Megatron zu seinem Stellvertreter ernannt, solange er im Weltraum nach dem dunklen Energon suchte. Nach Megatrons Rückkehr begann Starscream nach Möglichkeit seinen Meister zu hintergehen, musste aber nach langer Zeit einsehen, dass Megatron weitaus stärker war als er und er ihm ewige Treue schwor. Als Starscream von den Autobots gefangen genommen wurde, musste er feststellen, dass die Decepticons kein Interesse an seiner Rettung hatten, weshalb er nach seiner Flucht nicht zu den Decepticons zurückkehrte, sondern sich auf der Erde versteckte, um eigene Pläne zu schmieden.
Shockwave
Er ist ein leitender Wissenschaftler von Decepticon und neigt dazu, mit seinen Gründen, Entscheidungen oder mit seinen eigenen Experimenten „logisch“ zu sein. Shockwave hatte eine uralte unglaubliche Cybertronische Technologie geschaffen, die sich als sehr nützlich gegen die Autobots erwies. Er ist ein geschickter Kämpfer, den er zur Selbstverteidigung gegen jeden benutzt, der es wagt, ihn anzugreifen und zu töten. Shockwave ist für viele wissenschaftliche Bemühungen verantwortlich, wie zum Beispiel Space Bridges, die Dinobots, Wiederauferstehung der Predacons, Konstruktion des Omega Lock 2.0 und, mit Ratchet, die Vervollständigung der Synthetischen Energon Formel. Shockwave war der Wissenschaft gewidmet und kam mit Starscream nicht gut aus.
Vehicons
Die Vehicons sind namenlose Decepticon-Einheiten, welche oft gegen die Autobots in den Kampf geschickt werden, um diese zu überwältigen. Oft werden sie auch als Eradicons bezeichnet.
Terrorcons
Sie sind die durch das dunkle Energon wieder auferstandenen Decepticons und Autobots, welche keinen eigenen Willen mehr besitzen.
Dreadwing
Er ist Skyquakes Zwillingsbruder und Megatrons Stellvertreter, nachdem sich Starscream den Decepticons abgewandt hat. Anders als seine Decepticon Brüder hingegen hat er einen Sinn für Ehre und legt Wert auf einen fairen Kampf gegen seine Widersacher.

### Menschen
Jack Darby
Er ist 16 Jahre alt und arbeitete, bevor er die Autobots traf, bei KO Burger. Sein Beschützer ist Arcee, welche er auch als sein eigenes Motorrad bezeichnet – eine Tatsache, die seiner Mutter ganz und gar nicht passt.
Miko Nakadai
Sie ist eine 15-jährige Austauschschülerin aus Japan, die aber die amerikanische Pop-Kultur über alles liebt. Ihr Beschützer ist Bulkhead, welcher ihre Liebe für Heavy Metal und Monster Trucks teilt.
Raf Esquivel
Der kleine 12-jährige Junge ist der jüngste unter vielen Geschwistern und interessiert für alle Arten von Software und Technologie. Sein Beschützer ist Bumblebee, der als einziger Mensch dessen verzerrte Sprache zu verstehen scheint.
Agent William Fowler
Er wurde von der Weltregierung an die Seite der Autobots gestellt, um deren Aktionen auf der Erde zu überwachen. Er hat kein Vertrauen in die Autobots und versucht auch oft im Alleingang die Decepticons in die Flucht zu schlagen.
Silas
Silas ist der Anführer von M.E.C.H. und versucht mithilfe von fortgeschrittener Technologie die Welt zu erobern. Dabei arbeitet er auch von Zeit zu Zeit mit den Decepticons zusammen, scheut aber auch nicht davor zurück, einen seiner Verbündeten gefangen zu nehmen und dessen Körper auseinanderzunehmen, um zu sehen, wie er funktioniert.
June Darby
June Darby ist die Mutter von Jack. Sie ist alles andere als froh, dass Jack nun sich immer in Gefahr durch die Autobots bringt. June Darby ist zudem Krankenschwester und gerät manchmal mit Ratchet aneinander.

## Synchronisation
Die deutschsprachige Synchronisation der Serie wurde bei SDI Media Germany GmbH in Berlin produziert. Verfasser des Dialogbuchs war Bernhard Völger, der auch Dialogregie führte.

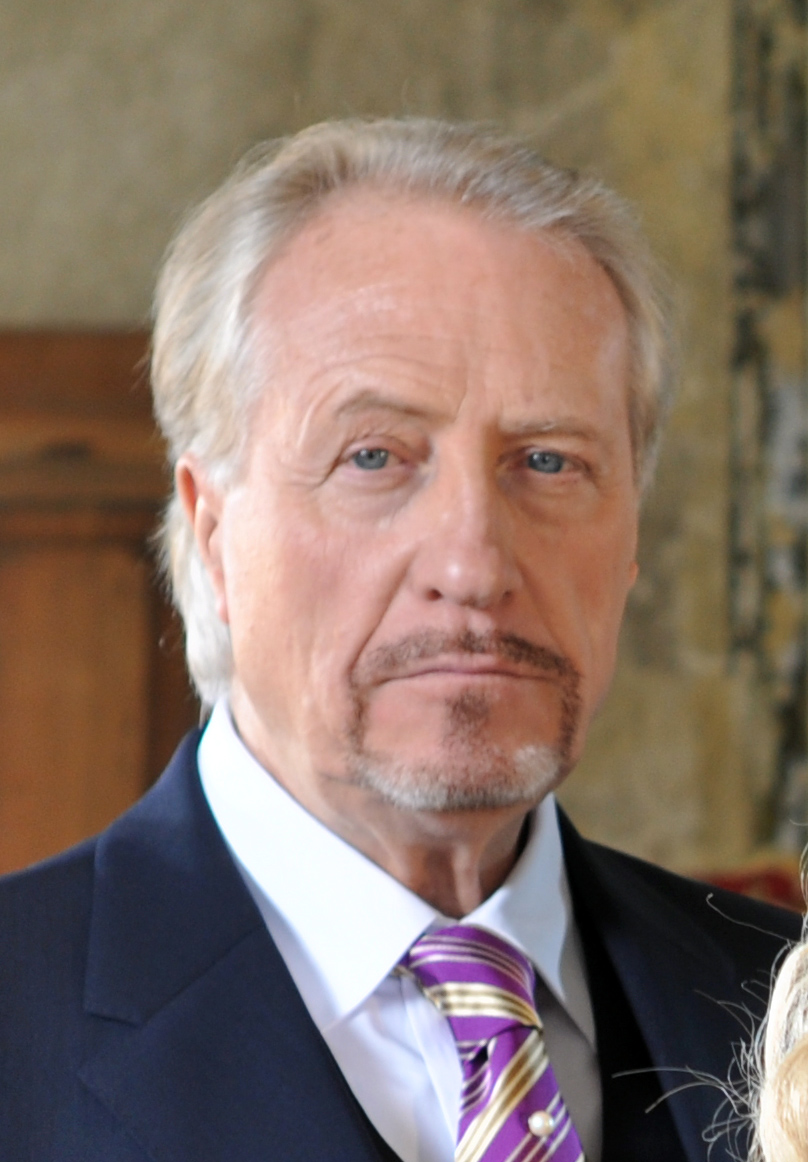
Reiner Schöne, Sprecher von Optimus Prime in Staffel 1

| Rolle         | Englischer Synchronsprecher | Deutscher Synchronsprecher | Auftritt |
| Autobots      | Autobots                    | Autobots                   | Autobots |
| ------------- | --------------------------- | -------------------------- | --- |
| Optimus Prime | Peter Cullen                | Reiner Schöne              | Staffel 1 |
| Optimus Prime | Peter Cullen                | Klaus-Dieter Klebsch       | Staffeln 2 & 3 |
| Arcee         | Sumalee Montano             | Martina Treger             | |
| Bulkhead      | Kevin Michael Richardson    | Karl Schulz                | |
| Bumblebee     | Will Friedle                | Roland Wolf                | |
| Ratchet       | Jeffrey Combs               | Jan Spitzer                | |
| Smokescreen   | Nolan North                 | Bernhard Völger            | |
| Wheeljack     | James Horan                 | Dennis Schmidt-Foß         | |
| Ultra Magnus  | Michael Ironside            | Dieter B. Gerlach          | |
| Alpha Trion   | George Takei                | Tom Deininger              | „Die Omega-Schlüssel“ |
| Cliffjumper   | Dwayne Johnson              | Robin Kahnmeyer            | „Die dunkle Macht erhebt sich, Teil 1“ |
| Cliffjumper   | Frank Welker                | Robin Kahnmeyer            | „Die dunkle Macht erhebt sich, Teil 2“ |
| Cliffjumper   | Billy Brown                 | Robin Kahnmeyer            | „Schatten der Vergangenheit“ |
| Tailgate      | Josh Keaton                 | Jan Kurbjuweit             | „Die Trophäenjägerin“ |
| Decepticons   |                             |                            | |
| Megatron      | Frank Welker                | Hans-Jürgen Wolf           | |
| Starscream    | Steven Blum                 | Gerald Paradies            | |
| Airachnid     | Gina Torres                 | Heide Domanowski           | |
| Breakdown     | Adam Baldwin                | Christoph Banken           | |
| Dreadwing     | Tony Todd                   | Ronald Nitschke            | |
| Knock Out     | Daran Norris                | Stephan Rabow              | |
| Shockwave     | David Sobolov               | Uli Krohm                  | |
| Soundwave     | Frank Welker                | Tim Moeseritz              | |
| Bombshock     | Steve Blum                  |                            | „Projekt Predacon“ & „Durst“ |
| Hardshell     | David Kaye                  | Dieter B. Gerlach          | „Bulkheads Mission“ & „Der Rachefeldzug“ |
| Makeshift     | Kevin Michael Richardson    | Dennis Schmidt-Foß         | „Der Maulwurf“ |
| Skyquake      | Richard Green               | Tilo Schmitz               | |
| Predacons     |                             |                            | |
| Predaking     | Peter Mensah                | Marco Kröger               | |
| Darksteel     | Steven Blum                 | Tobias Lelle               | |
| Skylynx       | Nolan North                 | Tilo Schmitz               | |
| Menschen      |                             |                            | |
| Jack Darby    | Josh Keaton                 | Nico Sablik                | |
| Miko Nakadai  | Tania Gunadi                | Lydia Morgenstern          | |
| Raf Esquivel  | Andy Pessoa                 | Christian Zeiger           | |
| Agent Fowler  | Ernie Hudson                | Oliver Siebeck             | |
| June Darby    | Markie Post                 | Katrin Zimmermann          | „Die dunkle Macht erhebt sich, Teil 2“, „Der Hinterhalt“, „Metallische Anziehung“, „Die Prophezeiung“ & „Die Prophezeiung erfüllt sich, Teile 1–3“ |
| Sierra        | Alexandra Krosney           | Anja Rybiczka              | „Die dunkle Macht erhebt sich, Teil 1“ & „Nur dieses eine Mal!“                                                                                    |
| Silas         | Clancy Brown                | Axel Lutter                | „Konvoi“, „Operation Breakdown“ & „Der Hinterhalt“                                                                                                 |
| Weitere       |                             |                            | |
| Unicron       | John Noble                  | Jürgen Kluckert            | |

## Deutsche DVD-Veröffentlichung
Die deutschen DVDs zur Serie werden von EDEL unter deren EDEL:kids Label veröffentlicht, welche ebenfalls eine Hörspielreihe basierend auf der Serie produzieren. Die DVDs enthalten deutschen sowie englischen Ton.
| Titel                        | VÖ-Datum         | Kurzinformationen | FSK          |
| ---------------------------- | ---------------- | --- | ------------ |
| Die dunkle Macht erhebt sich | 6. April 2012    | Enthält alle 5 Folgen der Mini-Serie. | ab 12 Jahren |
| Meister und Schüler          | 6. April 2012    | Enthält die ersten 4 regulären Folgen der ersten Staffel: „Meister und Schüler“, „Invasion der Scraplets“, „Der Maulwurfe“ und „Konvoi“.    | ab 12 Jahren |
| Nur dieses Eine Mal          | 11. August 2012  | Enthält die Folgen: „Die Energon Erntekugel“, „Nur dieses Eine Mal“, „Die Trophäenjägerin“, „Die Cybonische Pest“.                          | ab 6 Jahren  |
| Die vierte Dimension         | 11. August 2012  | Enthält die Folgen: „Ausser Kontrolle“, „Die vierte Dimension“, „Operation Breakdown“, „Der Hinterhalt“.                                    | ab 6 Jahren  |
| Metallische Anziehung        | 9. November 2012 | Enthält die Folgen: „Metallische Anziehung“, „Unter der Erde“, „Rache“ und „Bulkhead, das Superhirn“.                                       | ab 12 Jahren |
| Die Prophezeiung             | 9. November 2012 | Enthält die übrigen Folgen der ersten Staffel: „Gegen die Vorschrift“, „Die Prophezeiung“ und „Die Prophezeiung erfüllt sich, Teil 1 bis 3“ | ab 12 Jahren |
| Staffel 1 – Das Bündnis      | 9. November 2012 | Enthält die komplette erste Staffel und erschien als DVD und Blu-Ray Variante.                                                              | ab 12 Jahren |
| Orion Pax                    | 26. April 2013   | Enthält die ersten 5 Folgen der zweiten Staffel: „Orion Pax, Teil 1 bis 3“ und „Operation Bumblebee, Teil 1 & 2“.                           | ab 12 Jahren |
| Der falsche Prime            | 26. April 2013   | Enthält die Folgen: „Das wandelnde Pulverfass“, „Das Insecticon“, „Der falsche Prime“ und „Agent Fowler im Verhör“.                         | ab 12 Jahren |
| Angriff auf Megatron         | 19. Juli 2013    | Enthält die Folgen: „Angriff auf Megatron“, „Das fliegende Gehirn“, „Im Untergrund von New York“ und „Allianzen in der Antarktis“.          | ab 6 Jahren  |
| Bulkheads Mission            | 19. Juli 2013    | Enthält die Folgen: „Der Resonanz-Blaster“, „Bulkheads Mission“, „Der Rachefeldzug“ und „Schatten der Vergangenheit“.                       | ab 6 Jahren  |
| Die Omega-Schlüssel          | 9. November 2013 | Enthält die Folgen: „Der neue Rekrut“, „Der menschliche Faktor“, „Megatrons dunkelste Stunde“ und „Die Omega-Schlüssel“.                    | ab 6 Jahren  |

## Auszeichnungen
- 2011 wurde Transformers: Prime für 6 Daytime Emmy Awards nominiert und gewann den Preis für Outstanding Individual Achievement in Animation für Vince Toyama und Christophe Vacher[8].
- 2012 wurde die Serie für 4 Daytime Emmy Awards nominiert und gewann wie im Vorjahr den Preis für Outstanding Individual Achievement in Animation für Christophe Vacher[9].
- 2013 wurde die Serie für 3 Daytime Emmy Awards nominiert und gewann alle 3 für Outstanding Individual Achievement in Animation für Jason Park, Arato Kato und Kirk Van Wormer[10].